# Steinernes Meer
Steinernes Meer är en bergskedja i Österrike, på gränsen till Tyskland. Den ligger i den centrala delen av landet, 270 km väster om huvudstaden Wien.
Trakten runt Steinernes Meer består i huvudsak av gräsmarker. Runt Steinernes Meer är det ganska glesbefolkat, med 43 invånare per kvadratkilometer.